# إريك باك
إريك باك (بالألمانية: Erich Buck)‏ هو راقص على الجليد ألماني، ولد في 5 يناير 1949 في رافنسبورغ في ألمانيا.

## وصلات خارجية
- إريك باك على موقع أوليمبيديا (الإنجليزية)